# 宋朝科技

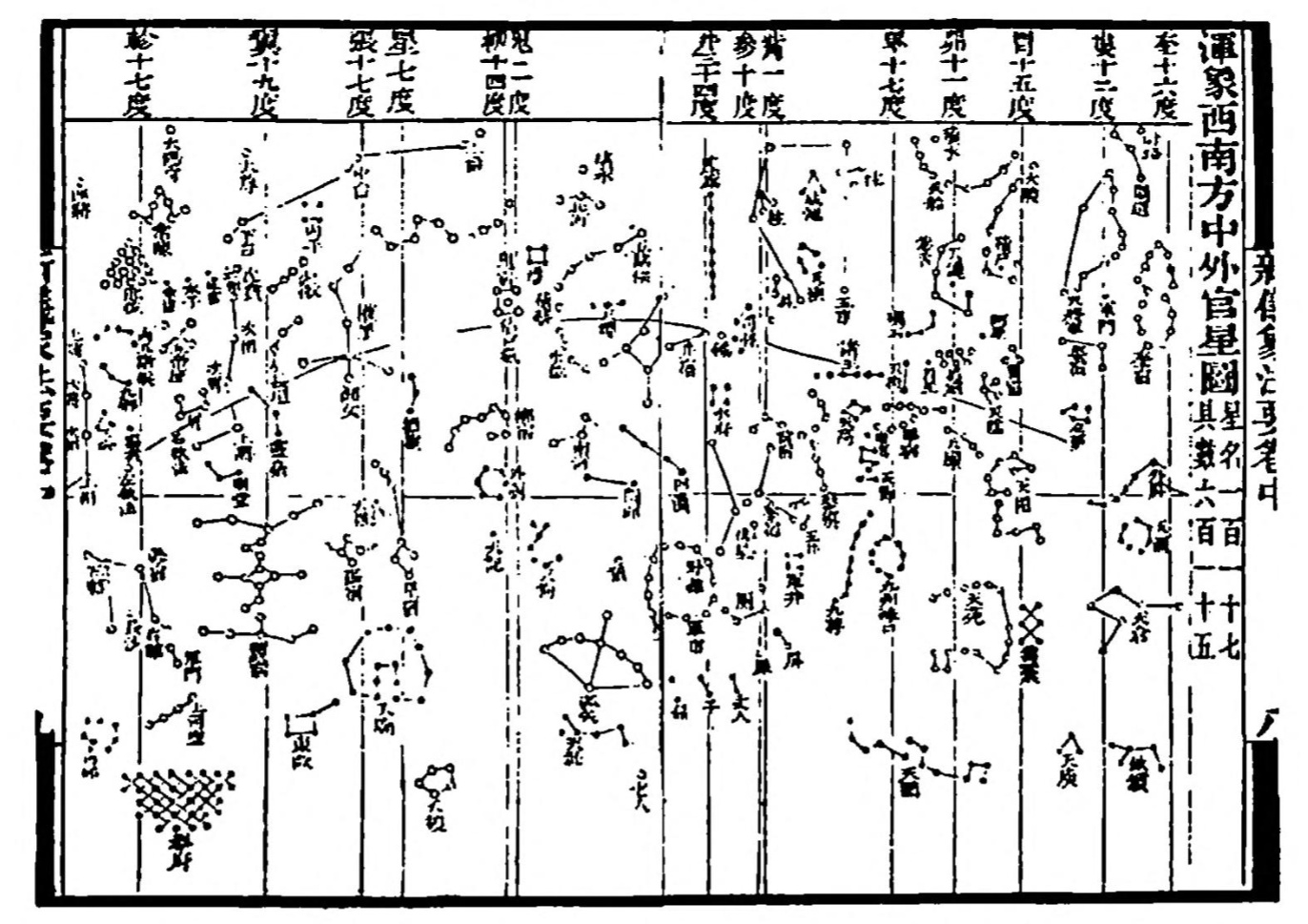
苏颂以元豐年間測量之數據绘制的五幅星图之一（冬至春天星圖），发表于《新仪象法要》中

中国历史上的宋朝（960年—1279年）出现了大量的科技发明，此时期中国已同时掌握指南针、造纸、火药、活字印刷等技术，并投入大规模的实际应用：如在航海领域，南海一号的实物发现表明，因指南针与天文观测技术的普及、地理知识的进展，南宋曾长期主导世界远洋贸易；而活字印刷术作为中国四大发明之一亦诞生於宋朝，中国印刷术因此呈现一条由木雕版印刷术、陶活字印刷术、木活字印刷术至铜活字印刷术之演进脉络。与之相比，欧洲直到1440年方出现鉛字活字印刷术，由德国谷登堡发明，中国在19世纪将之引入。部分学者因而认为歐洲活字印刷術是受到中国印刷技术影响而产生。
英国学者李约瑟在其著作《中国的科学与文明》的导论提到：“每当人们在中国的文献中查找一种具体的科技史料时，往往会发现它的焦点在宋代，不管在应用科学方面或纯粹科学方面都是如此。”中国现代历史学家陈寅恪也曾评论：“华夏民族之文化，歷数千载之演进，造极于赵宋之世。”中国歷来都拥有先进精巧的机械工程技术。宋朝天文学家苏颂认为他和他同时代人的成功是以古代发明家张衡以及其他早期机械专家的成就为基础的。宋朝出现了世界最早的一台“水运”天文钟，此外還有精確繪製並保存至今的石刻《天文图》、《墬理圖》與《帝王紹運圖》，这是继公元前2世纪希腊安提基特拉机械天文钟仪器的又一次改革。活字印刷术的应用能比原来已经广为流传的雕版印刷更好地传播知识。而新的武器，如火药的应用使宋朝能抵抗外来者的侵略，直到13世纪后期才被蒙古族忽必烈击败。
宋朝有部分先进的土木工程、导航和冶金学方面的发明。这些发明和纸币都推动了宋朝经济的发展和繁荣，对人类文明产生深远影响。

## 通才与机械工程学

### 通才

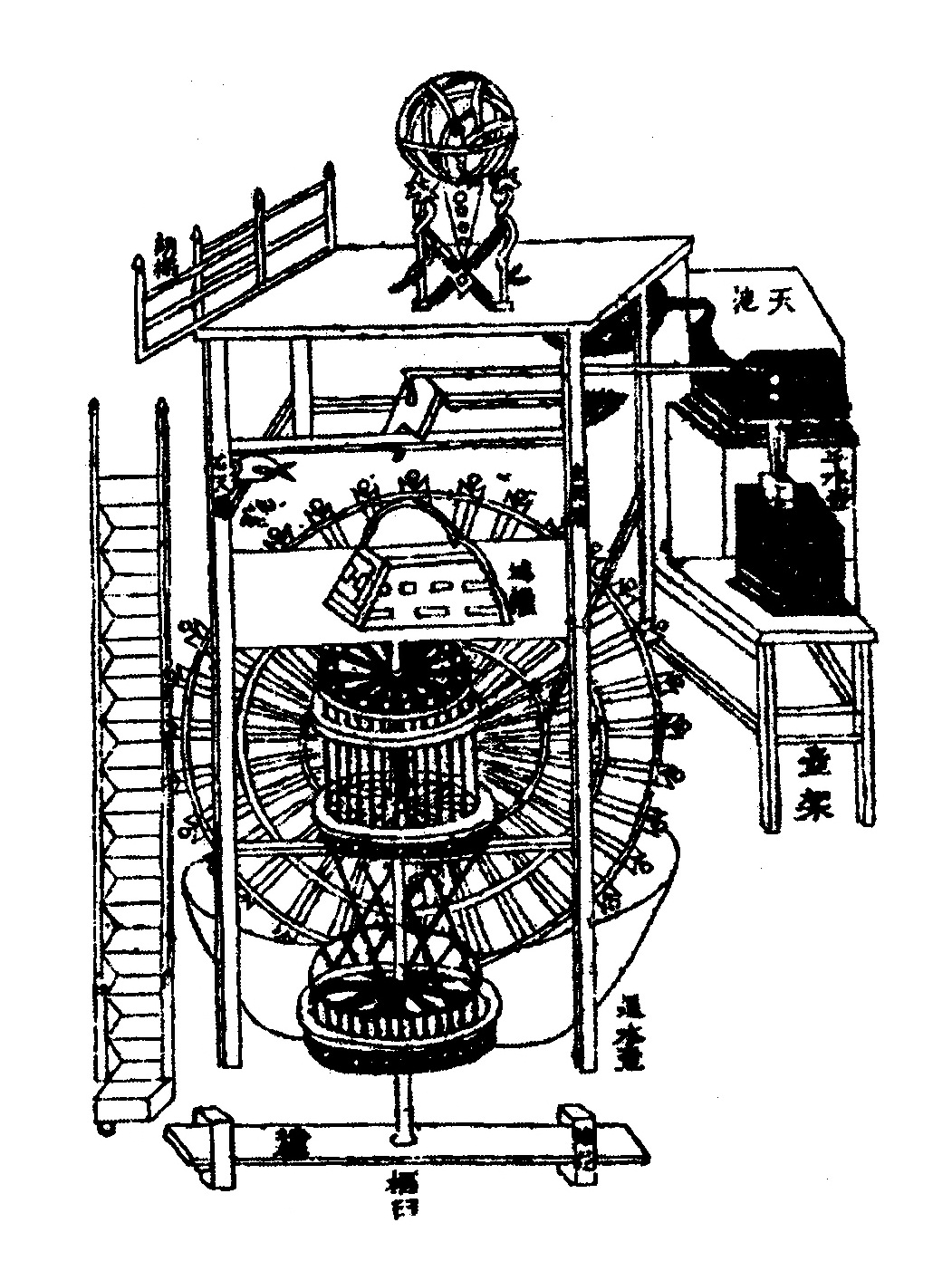
苏颂所绘水运仪象台图

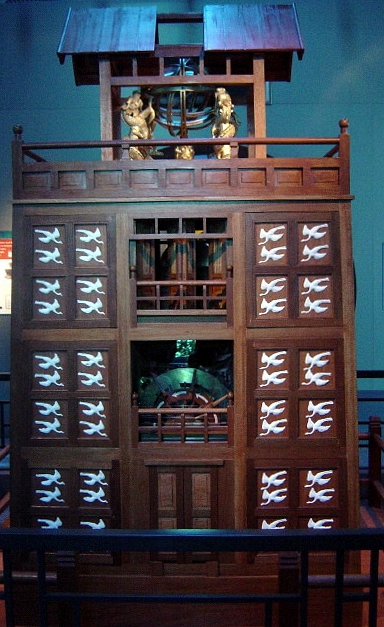
苏颂的水运仪象台比例模型

宋朝的通才科学家如沈括和苏颂代表了宋朝早期科技经验主义的思想。沈括通过精确测量子午圈，发现了地磁偏角的存在，比欧洲早了四百年。 沈括还确定出北极星几个世纪运转的位置。这使得海员在航行时利用指南针更准确地确定方向。 沈括对地质学也颇有研究。在长期观察奇怪的自然现象后，他阐明了一个地貌学和气候变化原理。根据当时日食和月食的观测情况，他分析出太阳和月亮是球状的，而不是平面的，从而扩展了中国早期天文学家的理论。担任司天监期间，沈括举荐北宋天文学家和数学家卫朴，两人一起运用宇宙学假设，描绘行星运行轨道的变更，包括逆行。在卫朴的协助下，沈括连续五年来每晚三次记录和测绘月亮的运行轨迹，从而修正了关于月亮的运行的误差，这也是他的另一项重要成就。 然而不幸的是，当时在朝廷上有很多政敵企图破坏沈括的工作。最终朝廷接受了他们对于太阳和月亮的错误的修正，但只是部分采纳了沈括和卫朴提出的关于行星运行的轨道和变速度的理论。
苏颂是沈括的政敵之一，于1070年完成了一本药物学著作──《本草图经》，其中涵盖了相关的学科的知识，如植物学、动物学、冶金学和矿物学。 该论著包括很多药物应用，如麻黄等。他还是五幅不同的大型星图的作者，他在地图学的大量测绘记录工作解决了宋朝和邻国契丹自辽朝以來一直悬而未决的边界疆土问题。然而，苏颂最大的成就莫过于水运仪象台，上层是机械驱动的浑天仪（天体测量之用），中层是浑象仪（天体运行演示），下层是司辰（自动报时器），1088年在当时的首都开封开始动工，1092年竣工。苏颂的水运仪象台在钟摆机械的运用上虽然晚于欧洲安提基特拉机械十三个世纪，但苏颂的水运仪象台却是目前已知的世界上最早的“不中断”链条传送动力的装备，最早的传送机械动力链条由古希腊哲学家费罗于公元前3世纪所发明，在1092年他的著作《新仪象法要》中描述了设计要点。
沈括和苏颂的例子说明了宋朝任用了許多具備科學知識的官员，这些人掌握了多个学科的知识，有利于宋朝的管理、军事和经济发展。这些智者如沈括涉及多个领域如数学、地理学、地质学、经济学、工程学、医学、藝術評論、考古学、军事战略、外交等等。 他曾经接受一个边境调查的任务，用木头和锯末制作了一个三维的地图来表现山脉、河流、道路等。有一次他计算了棋局所有的可能性，还有一次他计算了用限定的人力物力携带食物能支撑的最长战争时间。 沈括还提高了漏壶计时的准确性，改进了浑天仪、日晷，他还扩大了浑天仪的宽度，可以更好观察北极星和其它星球。 沈括还做了关于暗箱的试验，只比首位实验者阿拉伯人海什木晚了几十年。

### 记里鼓车与指南车
古文献对天然磁石吸引铁以制备磁铁的描述于《管子》、《吕氏春秋》、和《淮南子》中提及。到了汉朝（前202年-220年）开始使用指南北天然磁石磨制的勺碗状指南针，用来占卜与风水堪舆，尚未用在导航方面。东汉王充（27年-约97年）在其所著《论衡》卷17是应篇第52说「司南之杓，投之于地，其柢指南」。宋朝除了沈括和苏颂之外，还有许多重要的人物，他们之间的很多人为当时科技的发展和革新做出了巨大的贡献。尽管机械传动的记里鼓车自汉朝开始就有应用，《宋史》则比之前的记载提供了一个更加详细而深入的描述。
|  | 赤质，四面画花鸟，重台，勾阑，镂拱。行一里，则上层木人击鼓；十里，则次层木人击镯。一辕，凤首，驾四马。驾士旧十八人，太宗雍熙四年，增为三十人。 |

宋代记里鼓车齿轮系示意图

接下来是内侍卢道隆关于齿轮和传动装置的详细数据。在结束时描述了装置是如何工作的：
|  | 其中平轮转一周，车行一里，下一层木人击鼓；上平轮转一周，车行十里，上一层木人击镯。凡用大小轮八，合二百八十五齿，递相钩锁，犬牙相制，周而复始。 |

宋代的记里鼓车和指南车联系在一起。指南车由三国时期机械制造家马钧发明，采用齿轮的原理制作，将复杂的差速齿轮组合在一起，这也是如今所有现代汽车在转向时对旋转的车轮力矩相同，速度不同的原理。这些差速齿轮使机械控制的手指指向固定的方向──南。指南车采用了先进的机械装置，与指南针采用磁极原理不同。宋代博物学者燕肃，于1027年重新研制出指南车，他的制作方法在《宋史》也有记载。燕肃和沈括及苏颂一样，也是一个通才，精通音律，擅长写诗作画，他还是一位科学家，改进了莲花刻漏，根据自己的海潮理论绘制有《海潮图》，撰写出《海潮论》。在《宋史》的记载中，吴德仁于1107年将记里鼓车和指南车结合在一起：
|  | 大观元年，内侍省吴德仁又献指南车、记里鼓车之制，二车成，其年宗祀大礼始用之。 |

接下来的文字详细描述了两个装置组合在一起的设计细节。

### 转轮藏

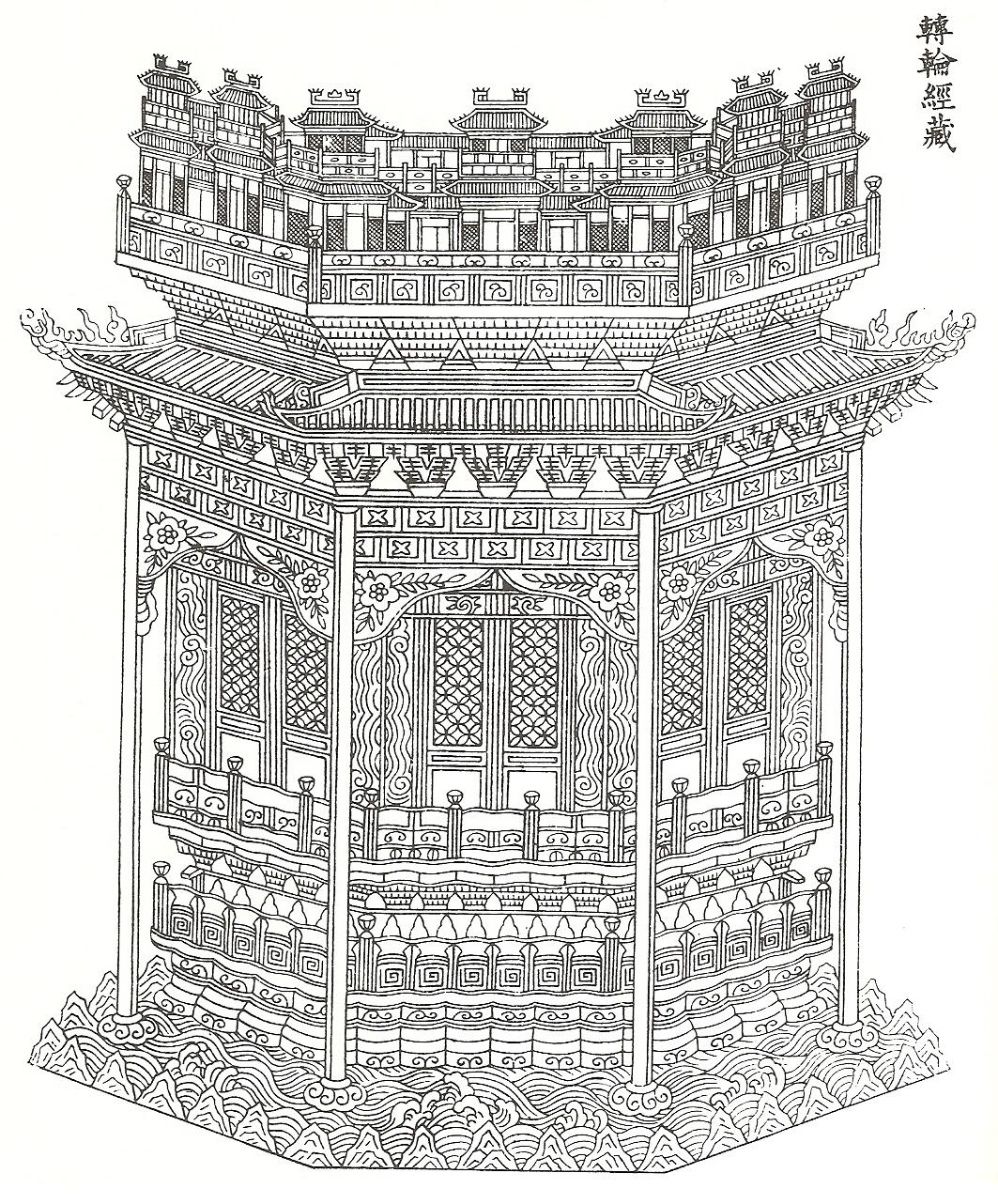
营造法式插图 转轮经藏

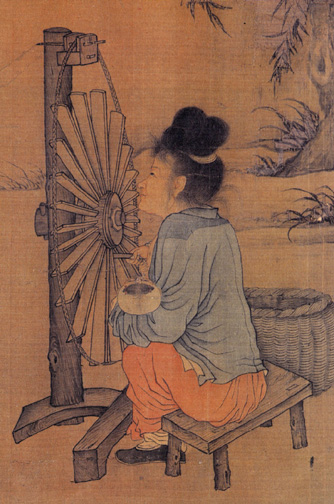
北宋王居正《纺车图》

除了钟表发条装置、水力驱动的天文仪、记里鼓车、指南战车外，宋朝还有许多其他令人叹为观止的机械装置。虽然在唐朝时期佛教寺院已经出现转轮藏（转轮藏即为转动的藏经橱，是佛教取法轮常转，自强不息之意），宋朝则将此技术进一步提升。 现存的最古老的转轮藏位于河北正定隆兴寺转轮藏阁。整座小楼的设计就是为一个转轮藏而构成的，这个转轮藏是中国现存惟一第十世纪的真正可以转动的佛经的书架。宋朝一共建有9座转轮藏，其中有一座记载在北宋建筑师李诫所编修的《营造法式》中。长沙开福寺的转轮藏一共有五个轮子共同转动， 苏州南禅寺甚至还有一个类似刹车系统的装置，汉学家至今不能确定它运作的方式。

### 纺织机
在纺织领域，11世纪的中国人已经开始使用皮带驱动的纺织机。秦观的著作《蚕书》中详细记载了缫车的结构、几个关键部件及用法，通过脚踏板产生动力，丝被缠绕在线轴上。该书是有关缫车的最早记载。南宋绍兴年间画家楼俦所作的《耕织图》采用绘图的形式详实记录耕作与蚕织。

## 活字印刷术

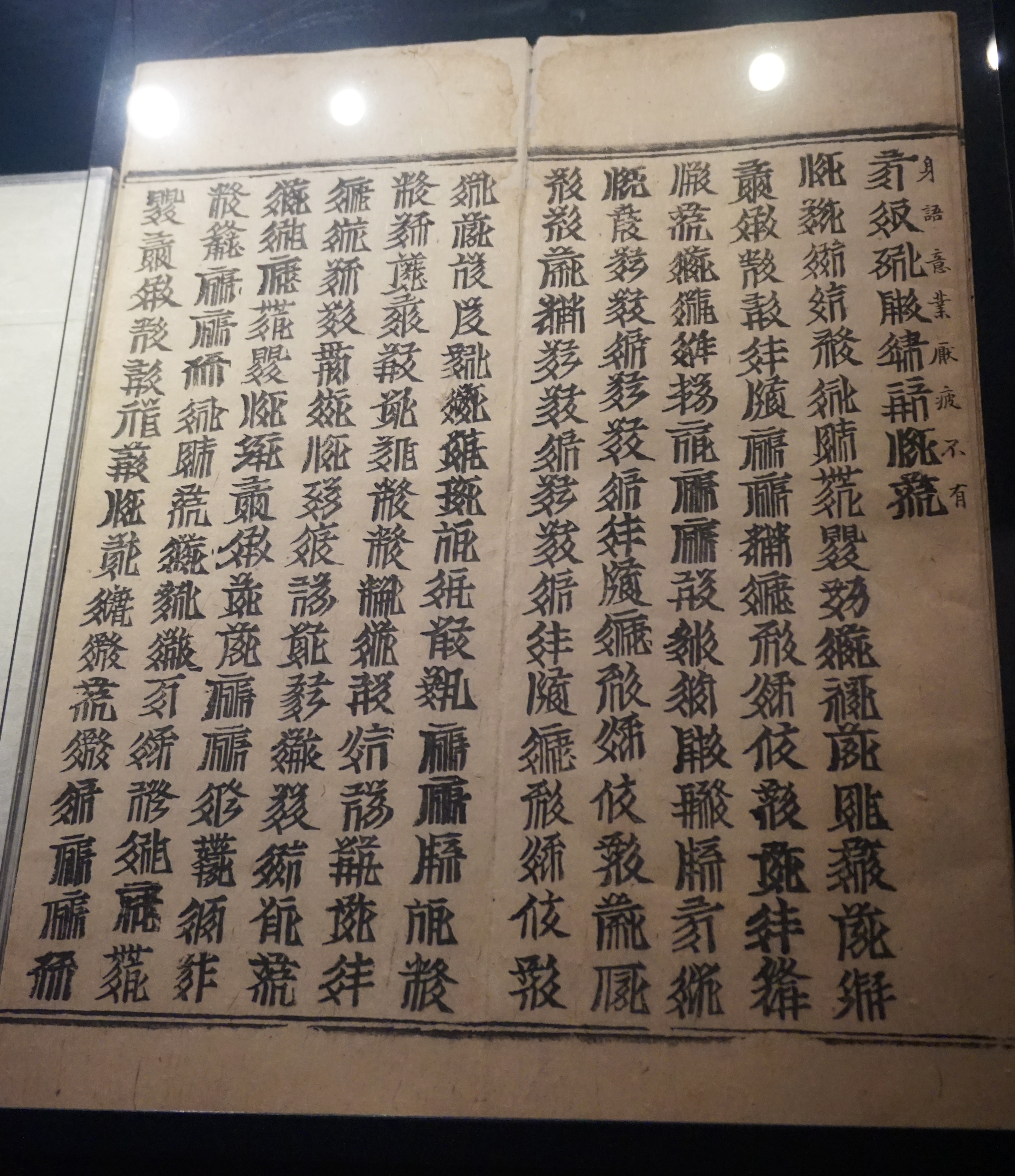
现存最早的木活字西夏文印本《华严经普贤行品》，甘肃省博物馆藏。首行对应汉文“身语意业无有疲厌”

膠泥式活字印刷术由北宋发明家畢昇于11世纪发明。与畢昇同时代的沈括所著的《梦溪笔谈》记载了畢昇的这一创造性发明：
|  | 庆曆中，有布衣畢昇又为活板。其法：用胶泥刻字，薄如钱唇，每字为一印，火烧令坚。先设一铁板，其上以松脂、蜡和纸灰之类冒之。欲印，则以一铁范置铁板上，乃密布字印，满铁范为一板，持就火炀之，药稍熔，则以一平板按其面，则字平如砥。若止印三、二本，未为简易；若印数十百千本，则极为神速。 |

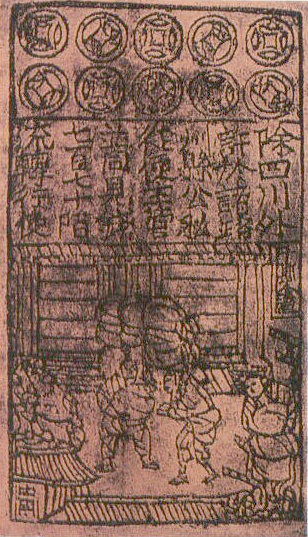
交子被认为是世界最早的正式发行纸币，其前身为唐代飞钱，主要流通于中国北宋时期1023年的四川成都。

活字印刷与雕版印刷相比降低了成本，增加了印刷品的发行数量。虽然这一时期，雕版印刷仍然占据主流地位，但是活字印刷术的发明促进了后世学子的知识普及，推进了科举考试的发展。活字印刷在朝鮮半島的高丽王朝时期得到了改进，于1234年将畢昇的烧粘土字改为金属字。中国的活字印刷也在不停改进，王祯在1298年发明了木活字版印刷。德国谷登堡于1440年发明了鉛字活字（鉛字活字于1833年传入中国澳门）。虽然活字印刷与雕版印刷几个世纪以来作为主要的印刷方式，但东亚国家后来还是最终采用欧洲的印刷机。
在印刷术之前，中国已经有能力大规模生产纸。造纸术由东汉蔡伦改进，不再使用竹简和缣帛作为原料，改用树皮、破布、麻头和鱼网等廉价之物造纸，大大降低了造纸的成本，为纸的普及准备了条件。105年发明成功，公元3世纪广泛应用。大唐是世界上最早出现纸币的国家，其唐宪宗时代的飞钱是目前已知最早的纸币，而到了宋代，交子成为了世界上最早“正式”发行的纸币。 交子产生的原因据《宋史》记载是因为铁钱笨重，携带不方便。1023年（天圣元年），北宋朝廷在四川（益州）设交子务，发行官交子。李焘的《续资治通鉴长编》也有相关记载。手纸自从6世纪以来在中国得到广泛使用，保存茶叶的纸袋也于7世纪出现，并且大宋朝廷在奖励官员的时候将纸币装在纸质的信封里。在宋仁宗庆历年间，人口首次达到了1亿。为了满足人口增长的需要，独立或政府资助的工业开始发展。例如，除了独立的纸币印刷外，政府还在惠州、成都、杭州等处成立了几个铸币厂。这些工厂的工人数目庞大，据记录仅在杭州就超过1000人。

## 最早的火药武器书籍

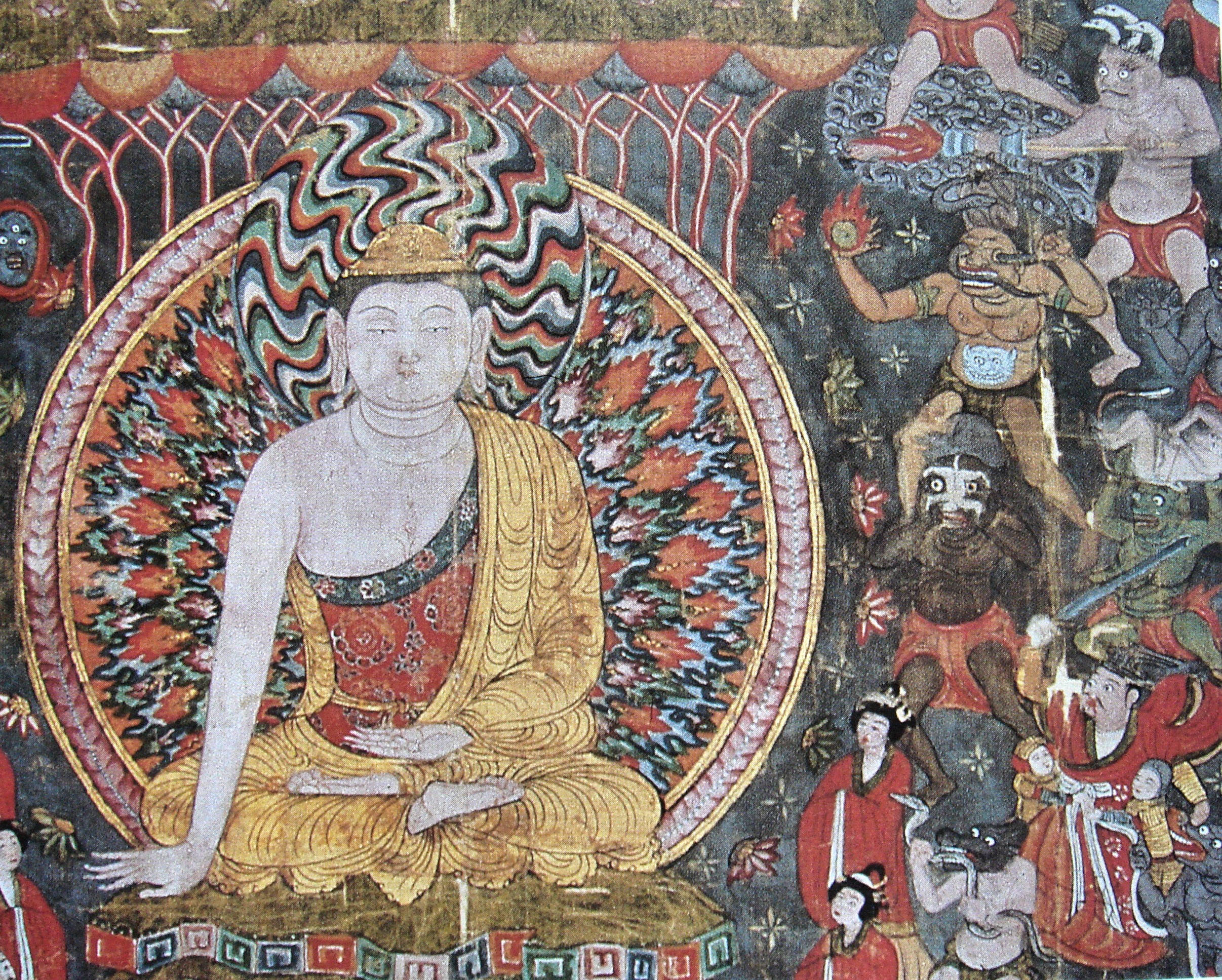
十世纪五代时期的敦煌（时属归义军）壁画，目前所知最早的关于火枪和手榴弹（右上方）的描绘。世界上最早的金属火铳出土于中国黑龙江，制作年代为1288年，现藏黑龙江省博物馆。

近代的中外学者们一致认为火药最晚在公元9世纪唐代时期就已经出现。军事科技方面，公元904年，唐朝的楊行密軍圍攻豫章﹙今江西南昌﹚，部將鄭璠命所部“發機飛火，燒龍沙門，率壯士突火先登入城，焦灼被體”，这也是中国第一次将火药应用到战争中的记载，最早的火药武器则出现在五代时期的敦煌壁画。。
领先的军事科技使宋朝在一定程度上抵御住了北方的邻国的侵袭。火焰喷射器最早起源于拜占庭帝国时期的希腊，公元7世纪应用虹吸管而制造的一个设备，称为“希腊火”。在中国，最早提及希腊火的著作是清吴任臣编撰的《十国春秋》中提及917年吳王楊隆濱派使者給契丹主送去猛火油一事。
不过此猛火油与火药武器无关，例如，钱俨的《吴越备史》记录了猛火油（即石油）不能被水熄灭的特性，书中还提到这种猛火油源自中国的南方海上贸易伙伴“大食国”（今阿拉伯半岛）。宋人将希腊人的发明，即双活塞应用到火器中，以连续喷射火焰。 一直到北宋中期，曾公亮的《武经总要》中记载的“猛火油柜”才引入了火药作为引燃物。
火药的破坏力在唐朝炼丹术已经提及，如唐朝清虚子编的《铅汞甲庚至宝集成》的记载的“伏火矾法”，而宋人孟要甫的《诸家神品丹法》则收录了无名氏配方的“伏火硫黄法”。目前流传下来的最早的记载火药作为武器的制作过程的书籍为曾公亮的《武经总要》，描绘了炸药从弹弩发射的机理。 该书记载了中国第一批军用火器，分火球类和火箭类，在第十一和十二卷中，记录了引火球、蒺藜火球 、毒药烟球三种火药配方。宋朝后期研制成功世界上最早的原始炮管和大炮射弹。关于中国火枪最早的艺术作品来自敦煌的佛教壁画，该画大约作于公元950年。12世纪初期，这些火枪被大量使用，用中空的竹管作为枪管，装有火药沙、铅弹、尖锐的金属屑或瓷器碎片的，后来发展成为大的火药推进的箭。最后，易损坏的竹子被铸铁管所取代，同时新武器名称也由原来的“火枪”变为“火铳”。13世纪还发展出了“百子连珠炮”，在铜管或铸铁管中可以填充大约100粒铅弹。中国人后来发明了包裹炸药的炮弹。明朝焦玉所著的《火龙经》记载了宋朝初期的“飞云霹雳炮”，这是一种轻型爆炸性火炮，炮身铁铸造，射生铁铸造的球型爆炸炮弹。1126年（靖康元年），金人围攻汴京，李纲在守城时曾用霹雳炮击退金兵，“夜发霹雳炮以击贼，军皆惊呼”。
宋朝新武器的研制逐步推进，还研制出了投石机。据《宋史》记载，1277年（元至元十四年），元兵攻静江，静江外城被攻破，邕守马成旺及其子都统应麒投降，“独塈部将娄钤辖犹以二百五十人守月城不下”。元军围之十餘日，“娄乃令所部入拥一火炮燃之，声如雷霆，震城土皆崩，烟气涨天外，兵多惊死者，火熄入视之，灰烬无遗矣”。明朝学者茅元仪在著作《武备志》描绘了这个武器。14世纪的《火龙经》也是中国第一部描绘地雷的书籍，地雷被应用在1277年宋人与蒙古人的战争中，宋军使用埋设于地面的“火药炮”（即铁壳地雷），后来在元朝进一步发展。

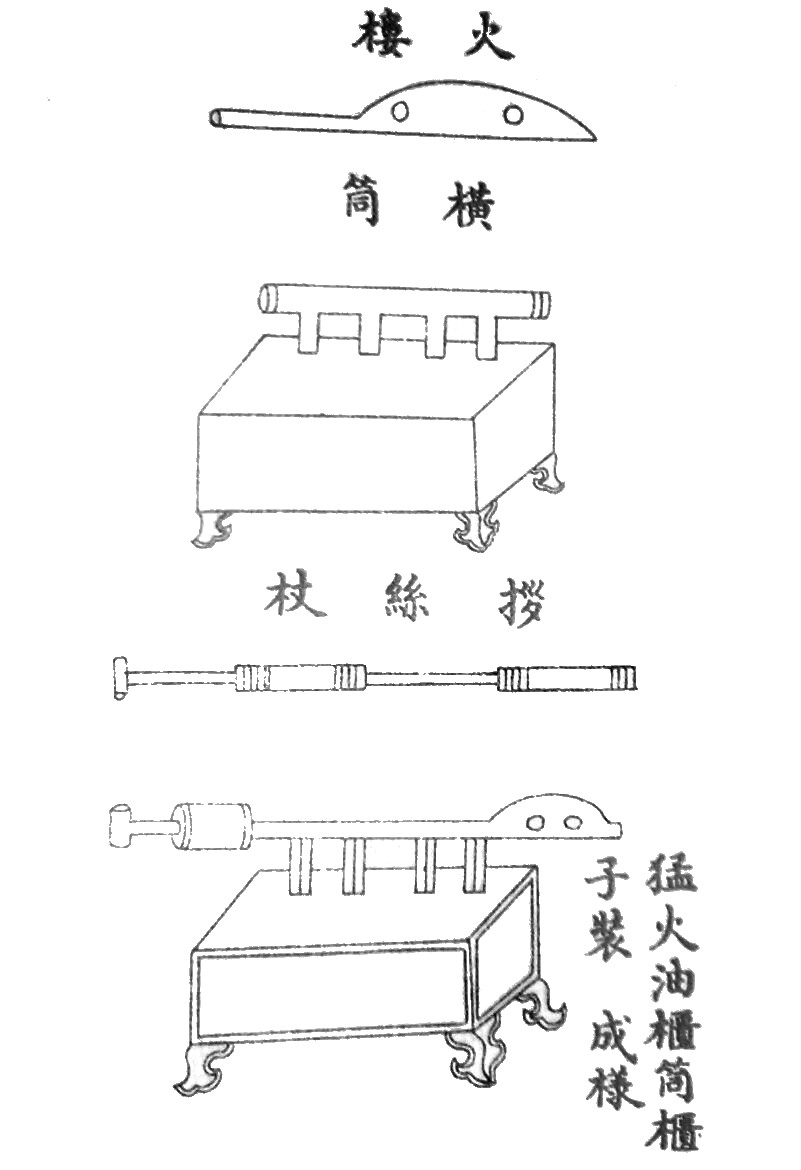
《武经总要》中记载的火焰喷射器
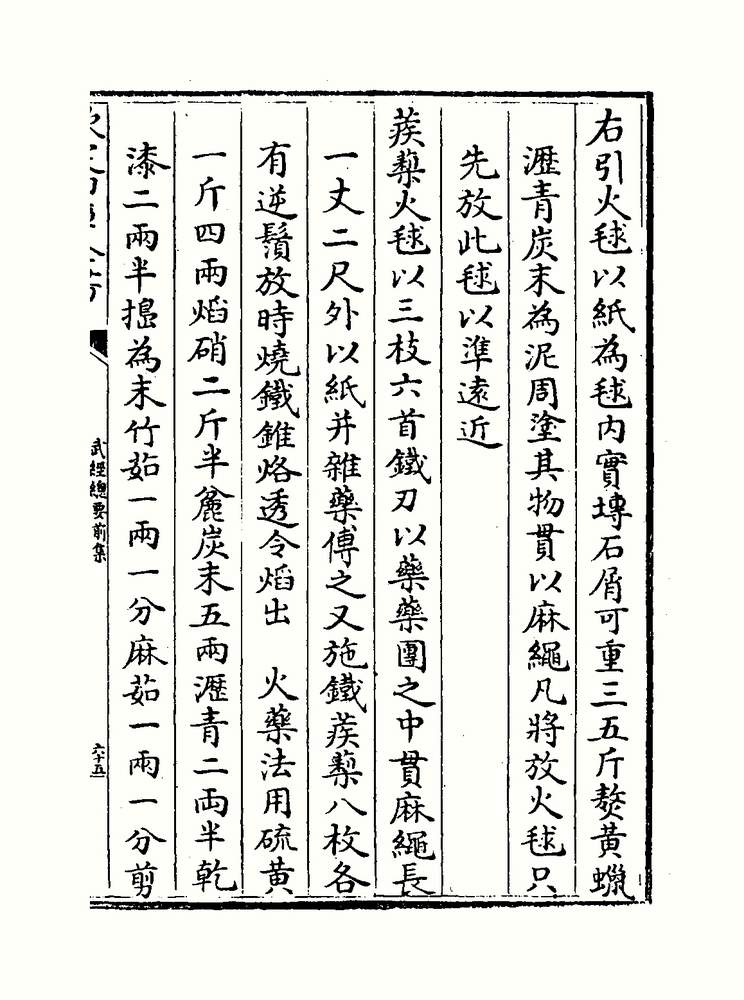
武经总要 火药配方
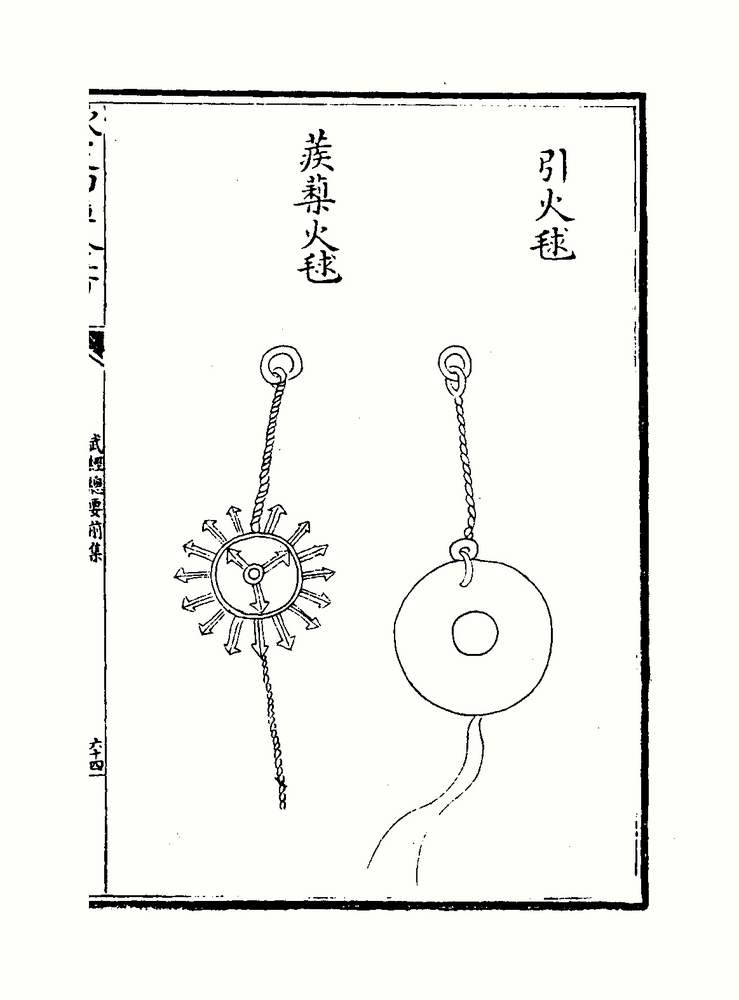
武经总要 蒺藜火球图
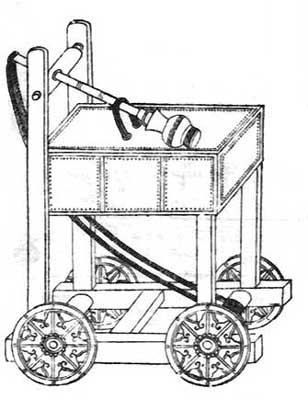
《武经总要》中记载的投石机

## 建筑与土木工程

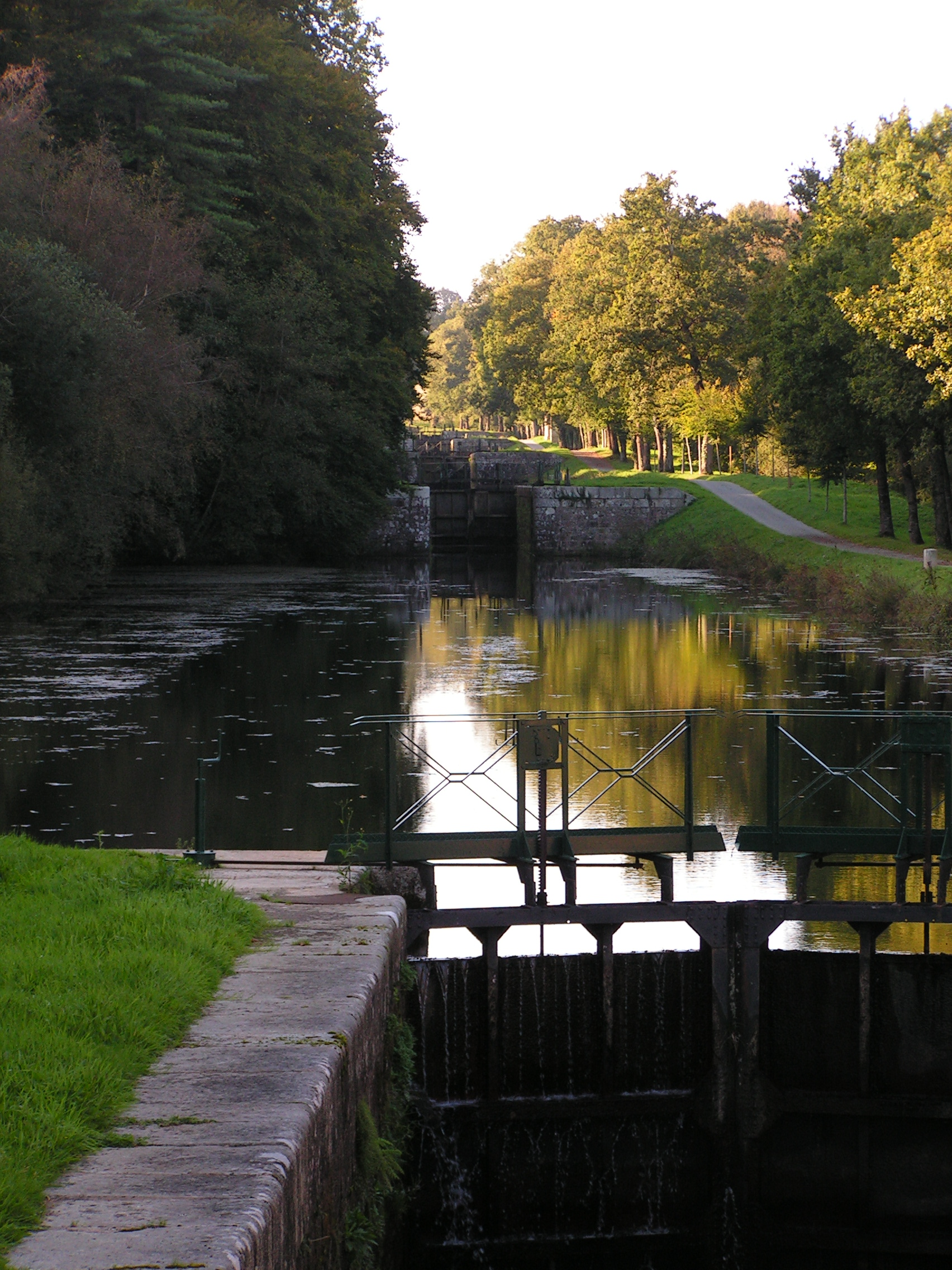
法國當代運河船閘系統，採用了北宋喬維岳發明的復閘系統技術

984年，淮南转运使乔维岳负责治理淮河，创建的二斗门，是复闸形式的运河船闸，从而提高了河运能力。根据《宋史》记载：
|  | 维岳规度开故沙河，自末口至淮阴磨盘口，凡四十里。又建安北至淮澨，总五堰，运舟所至，十经上下，其重载者皆卸粮而过，舟时坏失粮，纲卒缘此为奸，潜有侵盗。维岳始命创二斗门于西河第三堰，二门相距逾五十步，覆以厦屋，设县门积水，俟潮平乃泄之。建横桥岸上，筑土累石，以牢其址。自是弊尽革，而运舟往来无滞矣。 |

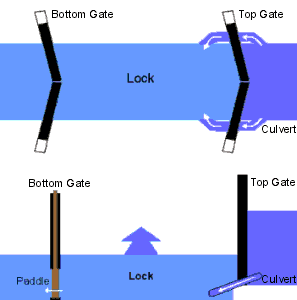
運河復閘原理圖，喬維岳10世紀發明，錄於沈括著《夢溪筆談》

该项发明也是世界首创，之后广为流传。在沈括的《梦溪笔谈》中，也提到了复闸的应用，并详细描述了应用该技术后效果。天圣年间，扬子江监真州（今江苏仪征）段采用复闸后，每年节约了500名工人，一百二十万钱。以前船只能装载三百石粮食，闸建成后，可以通过四百石粮食的船。沈括亦寫到，當是時（公元1080年左右），官船能載糧最重達七百石，私船則能載多達800袋，每袋2石。而且沈括還提及，合理地使用灌溉運河的水閘門能使淤泥施肥之方法最有成效。然而在20年前，即1060年，著名的官員和詩人蘇軾還認為，農業發展與水利並不能相得益彰，他於其《東坡志林》中如是寫道：
|  | 數年前朝廷作汴河斗門以淤田，識者皆以為不可，竟為之，然卒亦無功。方樊山水盛時放斗門，則河田墳墓廬舍皆被害，及秋深水退而放，則淤不能厚，謂之「蒸餅淤」，朝廷亦厭之而罷。偶讀白居易《甲乙判》，有云：「得轉運使以汴河水淺不通運，請築塞兩河斗門，節度使以當管營田悉在河次，在斗門築塞，無以供軍。」乃知唐時汴河兩岸皆有營田斗門，若運水不乏，即可沃灌。古有之而今不能，何也？當更問知者。 |

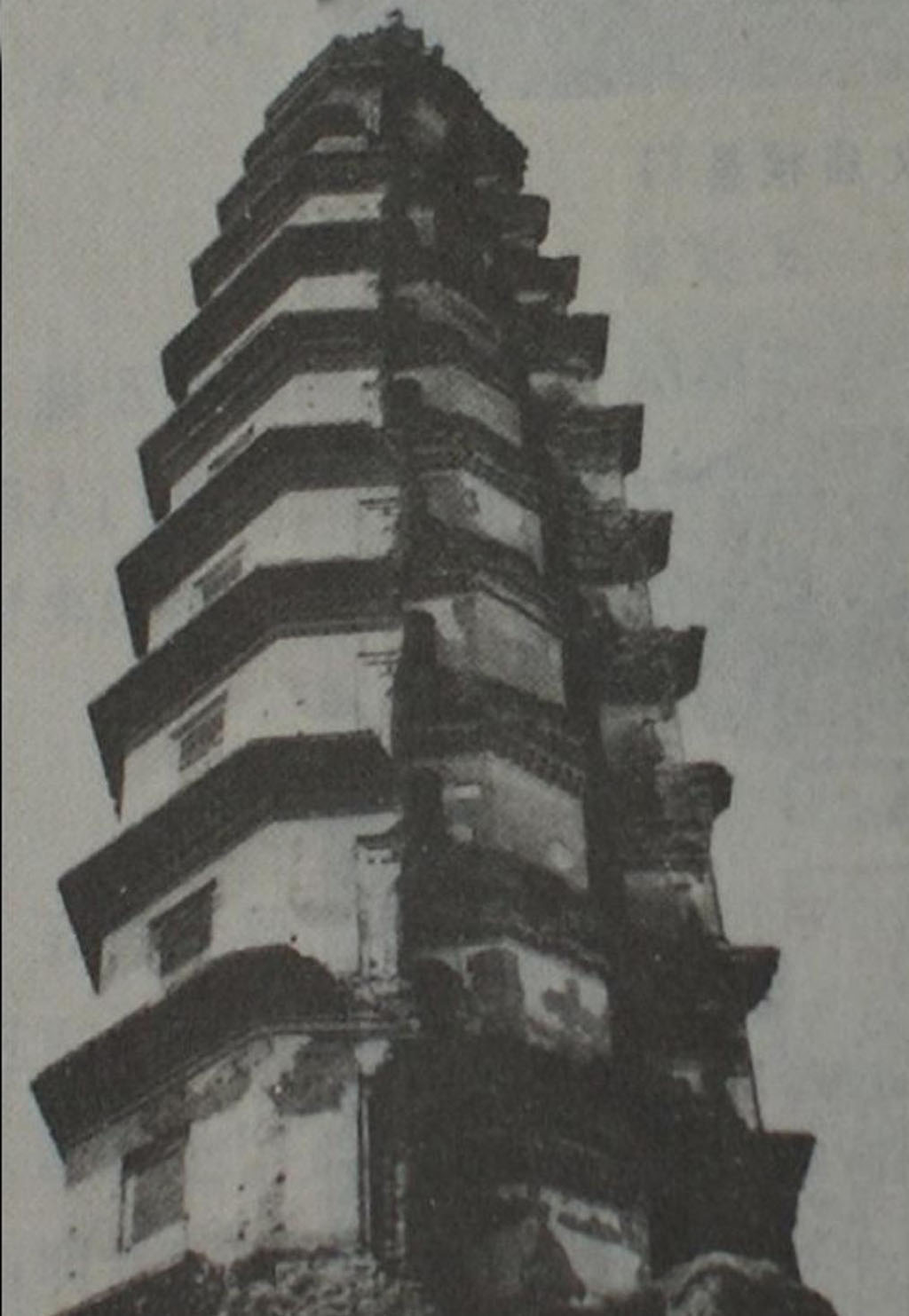
坍塌后的开元寺塔（料敌塔），1935年

在建筑方面，完工于至和二年（1055年）年的开元寺塔为中国现存最高的砖塔，共十一层，高84米。

## 航海术

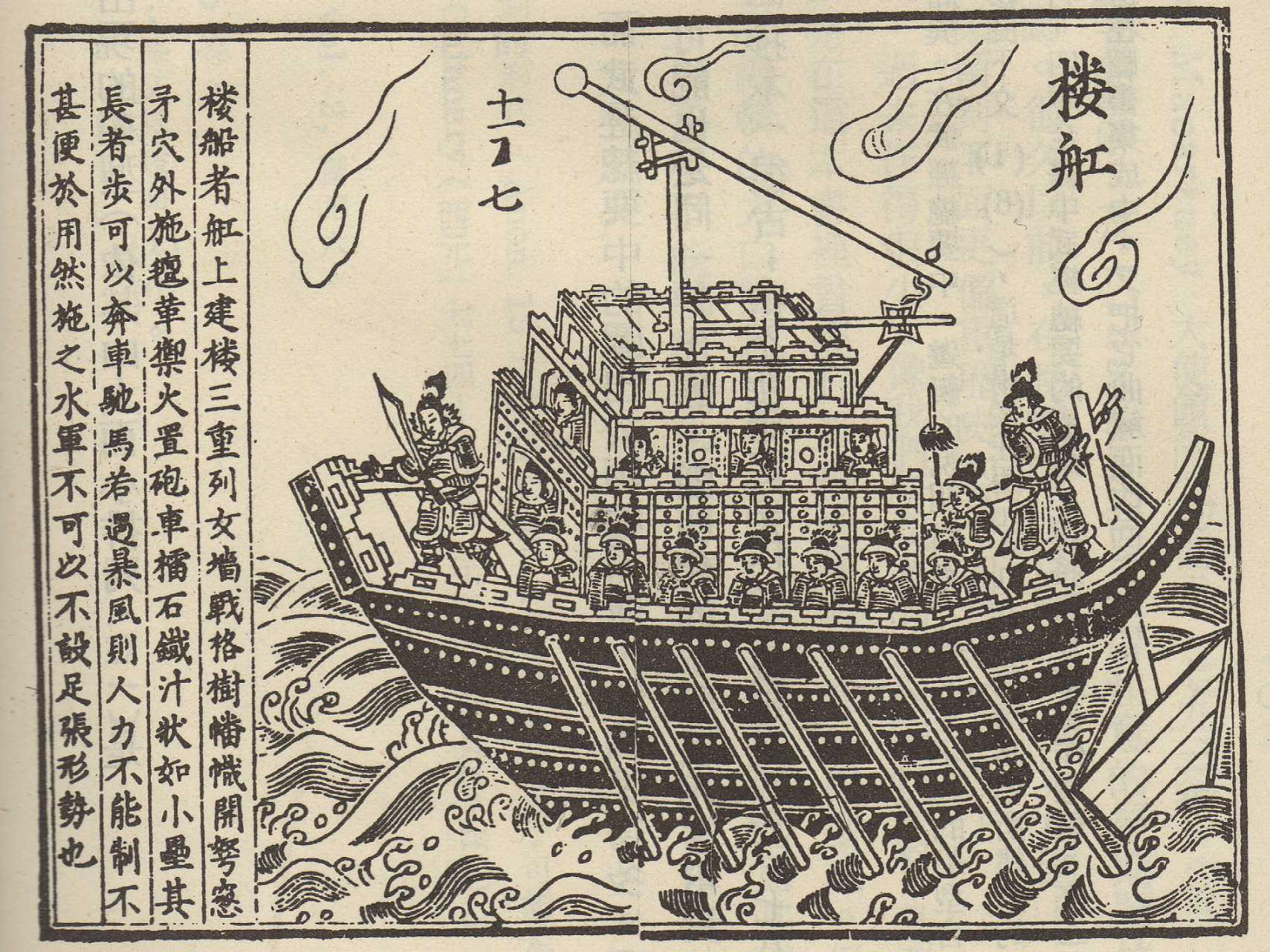
《武经总要》记载的装配投石车的中国宋代的海军战船。

### 背景
宋朝的船只曾航行到綠衣大食（法蒂玛王朝的埃及）的港口。士兵们装备精良，驾驶着船尾装有方向锚的大型船只，通过指南针确定航行的方向。在沈括和朱彧描述海军的磁针指南针之前，更早期的军事著作《武经总要》里已经记载了一种热顽磁的指南针。这种指南针使用一个（段）简单的铁或钢制的针，通过加热冷却，放到一碗水中产生弱磁铁效应从而发挥效用，虽然这种设备只用于陆上指南而非海上导航。

### 著作
关于宋朝海港运作、商船运输、远洋贸易的著作非常多。朱彧所着的《萍洲可谈》巻二记录了宋代海外贸易及市舶管理情况。书中不仅仅描述了航海的指南针，还描绘了海员从甲板扔铁钩，取得海底泥土，从而根据泥土的气味和外观来判断船只的位置。并且，宋人已经开始掌握了季风规律，并利用季风的规律进行航海，提高了效率。朱彧还描写了在船上设有水密隔舱，即使有一、二个船舱破裂漏水，其他船舱也不致进水，从而避免船只触礁沉没。1973年，在中国南海岸挖掘出一艘长78英尺，宽28英尺，大约是公元1277年的宋朝商船，船上共有12间水密隔舱，从而也验证了朱彧的描述。这些新技术以及江河和运河交通疏通，推动了宋朝的航海文化的发展。政府运作的交通船、贡品船、和驳船，私人的运输船、渔船，还有富人的豪华游艇，构成了一副熙熙攘攘的繁荣景象。
除了朱彧外，还有很多杰出的作家的著作中提到了航海技术。《岭外代答》为南宋周去非于1178年任桂林县尉时所撰写的笔记。书中记载宋代广西的地理、人文、边防、风土、物产等方面的丰富的记载，兼述安南、占城、三佛齐、爪哇、大秦、波斯、木兰皮、女人国等域外国家的地理、人文、风土、物产。宋代沿海贸易，比之前代发达许多，因此这本著作是研究宋代中西海上交通和十二世纪南海、南亚、西亚、东亚、北非等地古国史的可贵资料。书中对木兰舟描写如下：
|  | 浮南海而南，舟如巨室，帆若垂天之云，柂长数丈，一舟数百人，中积一年粮，豢豕酿酒其中，置死生于度外。...又大食国更越西海，至木兰皮国，则其舟又加大矣。一舟容千人，舟上有机杼市井，或不遇便风，则数年而后达，非甚巨舟，不可至也。 |

书中还描写了海军的藤舟：
|  | 深广沿海州军，难得铁钉桐油，造船皆空板穿藤约束而成。于藤缝中，以海上所生茜草，干而窒之，遇水则涨，舟为之不漏矣。其舟甚大，越大海商贩皆用之。 |

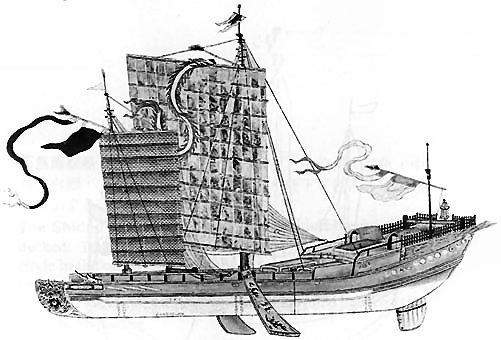
一艘宋朝13世纪的中国帆船

之后的穆斯林摩洛哥柏柏尔旅行家伊本·白图泰撰写了大量关于中国船只的文章。其中特别提到了中国帆船。 他还描述最大的中国船有12根桅杆，而小船则有3根。

### 桨轮船

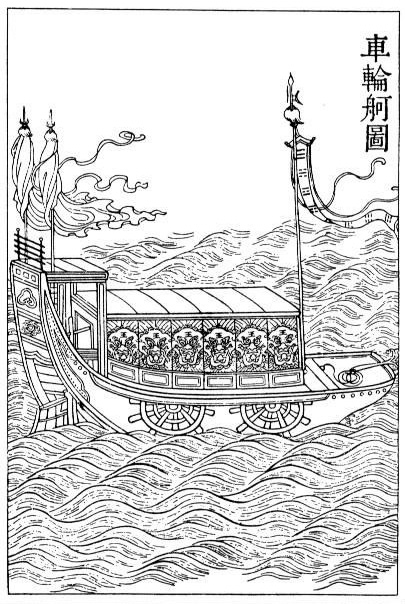
桨轮船

宋朝为一种依靠人力踩动车轮推动的船的建造投入了大量的物力，被称作桨轮船。自公元5世纪以来就开始有这种船的雏形，唐代的李皋则于784年成功设计出桨轮船，在战船的舷侧或艉部装置了人力桨轮。当人力踩动车轮时，叶片拨水，产生动力，船也随之前行。宋朝将领吴革于1134年制造了一批桨轮船，一艘有9个桨轮，其余的有13个桨轮。在宋朝还有船的两侧各有12个桨轮的大轮船。1135年，著名将领岳飞镇压洞庭湖地区叛军楊的时候，在湖中放置漂浮的杂草和腐烂的圆木来对付桨轮船，从而登上了甲板，获得了战略性胜利。

## 冶金术
宋朝积累了前人的经验，在冶金方面引入了新的技术。公元前1世纪，汉朝时期的中国人已经研制出用碳作为媒介物，将锻铁和铸铁融化在一起炼钢的方法。11世纪，宋朝又研制出两项炼铁的革新。一种方法用来铸造次等的不均匀的钢；另一种是现代炼钢熔炉的前身，通过鼓冷风反复锻造，来达到脱碳的目的。

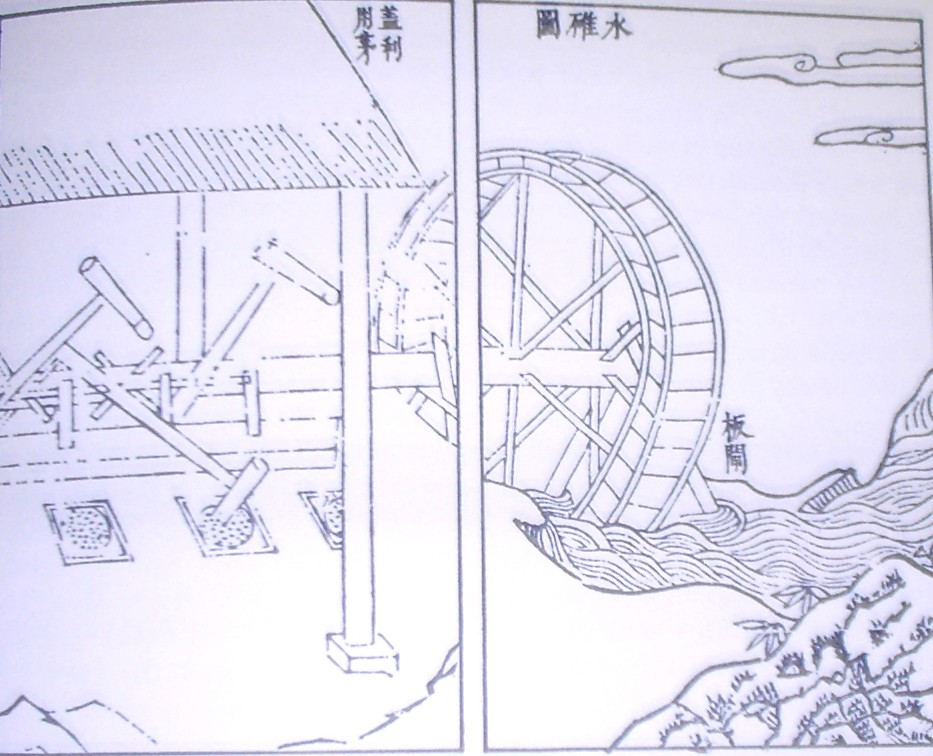
水力驱动的杵锤

806年到1078年期间，人均铁的产量增长了六倍，到1078年，年产量已经达到了1.27亿公斤。
還發展出如步人甲這類的重步兵铠甲，1134年所规定的步人甲由1825张甲叶连缀而成，重达29公斤，被认为是世界上最重的盔甲，同时可通过增加甲叶数量来提高防护力，但是重量会进一步上升。为此，皇帝亲自赐命，规定步兵铠甲以29.8KG为限。此后，又把长枪手的铠甲重量定为32-35KG；由于弓箭手经常卷入近战格斗，其铠甲定为 28-33KG；而弩射手的铠甲定为22-27KG。
历史学家唐纳德·瓦格纳指出产量的数据是基于政府向国内各个生产铁的县收取的税赋记录来统计的。 应用水力驱动熔炉的大型风箱，在铸造过程中使用大量的木炭，因此导致中国北部大范围森林开伐。在11世纪末期，中国人发现可以用烟煤取代木炭，因此中国北部的森林和上好的木材得以保留下来。 宋朝钢铁业产量的飞涨有多种原因，一是宋朝军事扩张，二是商用金属产品需求的增长，如炊事器具、种类繁多的农业工具等，而新的运河的开通也连接了主要钢铁产品生产中心和繁华的首都市场。宋朝最主要的铁产品是武器、工具、钱币、农具、乐器、艺术雕像， 另外还有机械的组件如水力驱动的杵锤，这种设备在公元前1世纪的汉代已经开始使用，在宋朝更是大量应用。 由于大量的铁产品的需求，经济历史学家郝若贝（罗伯特·哈特韦尔）指出中国12世纪的铁和煤的产量几乎与英国18世纪工业革命时期的铁和煤的产量相当。 然而，宋朝人并没有发现可以利用煤的能量研制出相应的动力机械。在宋朝时期，政府非常重视钢铁业的管理。如诗人和政治家苏轼担任徐州知府期间，于1078年曾献表详细说明36座铁熔炉的生产情况，每个都有几百名工人。

## 风力

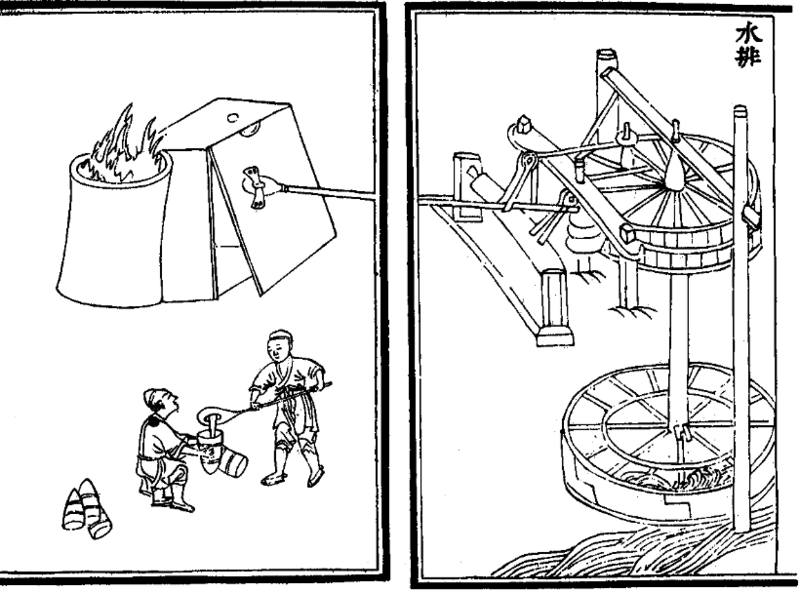
《王祯农书》中描绘的元代的水排

中国利用风力由来已久，宋神宗元丰年间更进一步发明了风磨。古中国人从何时开始在窑和熔炉使用风箱至今没有明确考证，也许从商朝以来就存在了，因为自那时起炼铜技术已经十分复杂。可以确定的是从公元前6世纪之前鼓风炉已经开始在中国出现，因为铸铁农具和武器在公元前5世纪已经广泛使用。公元31年，汉代南阳太守杜诗发明了水排，以水力传动机械，使皮制的鼓风囊连续开合，将空气送入冶铁炉，铸造农具。风箱继续应用在冶金上，同时其他应用风力的设备也相继出现。汉代的工匠丁缓，不仅是最早发明卡尔达诺悬挂的人，还发明了七轮扇， 可以视为一个小型的空调。在王祯的著作《王祯农书》中，描绘了一种复杂的去糠簸的风扬机。（最早的风扬机在汉代的一座坟墓中出土，据考证年代在公元前2世纪到公元2世纪之间。）在这些发明之后，风磨于13世纪初年在金朝出现。
据考证，中国北部女真族从伊斯兰国家学习到了风磨的知识，在盛如梓的《庶斋老学丛谈》也有相关的记载。 如今风磨依旧在天津和长江流域使用。第一位参观中国的风磨的欧洲人是荷兰驻中国大使倪贺夫，他于1656年坐船沿京杭大运河经过江苏。
风磨之后，其它利用风力的设备甚至交通工具相继在中国出现。利用风力的独轮车于17世纪明朝甚至明朝之前出现，欧洲人16世纪来到中国的时候，惊讶地发现大型独轮车不仅仅由驴或者马拉动，还安装了类似船上的桅的装置和帆，通过风力帮助车辆行进。

## 其它
絲綢、陶瓷在中國為民生產業，亦為奢侈品行業及大宗出口貨品，其工藝在宋代均有發展。自唐以來，陶瓷之業，日見發達，而宋代有一最著名之美術工藝，為歷代所不及，曰瓷器，其中以定、汝、官、哥等為最有名，外此複有吉州、均州、瓷州等窯，景德鎮之瓷器源于唐而大放光彩於宋真宗之世。在現代，仍有陶瓷專家通過研究古代特别是宋代景德鎮等地的陶瓷原料和工藝來改進陶瓷製作技術。

### 引用
1. ↑  钱存训. . 2004. ISBN 7-5633-4472-1.（第8章：纸与印刷术的西传）
2. ↑  安田朴. . 商務印書館. 2000-07.
3. ↑  Needham，第一卷。
4. ↑  陈寅恪，《陈寅恪先生文集》，第2卷，第245页。
5. ↑  Needham，第四卷，第二分册，466页。
6. 1 2  Sivin，III，第22页。
7. ↑  Sivin，III，第23页
8. ↑  Needham，第三卷，第618页。
9. ↑  Needham，第三卷，第415-416页。
10. ↑  Sivin，III，第16页。
11. ↑  Sivin，III，第19页。
12. 1 2  Sivin，III，第18-19页。
13. ↑  Unschuld，第60页。
14. ↑  Wu，第5页。
15. ↑  Needham，第四卷，第二分册，第446页。
16. ↑  Needham，第四卷，第三分册，第569页。
17. ↑  Wright，第213页。
18. ↑  脱脱，《宋史》，列传第九十九，苏颂，“既又请别制浑仪，因命颂提举。……授以古法，为台三层，上设浑仪，中设浑象，下设司辰，贯以一机，激水转轮，不假人力。时至刻临，则司辰出告。”
19. ↑  Sivin，III，第31-32页。
20. ↑  Needham，第四卷，第二分册，第111页。
21. ↑  脱脱，《宋史》，列传第九十，沈括，“括博学善文，于天文、方志、律历、音乐、医药、卜算，无所不通，皆有所论著。”
22. 1 2 3  Ebrey，第162页。
23. ↑  Ebrey，《Cambridge Illustrated History of China》，第148页。
24. ↑  沈括，《梦溪笔谈》，卷十八-技艺，“千变万化，不出此数，棋之局尽矣。”。
25. ↑  沈括，《梦溪笔谈》，卷十一-官政一，“凡师行，因粮于敌，最为急务。运粮不但多费。而势难行远。馀尝计之...”
26. ↑  沈括，《梦溪笔谈》，卷七-象数一，“古今言刻漏者数十家，悉皆疏谬。……予编校昭文书时，预详定浑天仪。……”。
27. ↑  Sivin，III，第17页。
28. ↑  Needham，第四卷，第一部分，第98页。
29. ↑  见《管子》地数第七十七，原文：「……黄帝曰：『若此言可得闻乎？』伯高对曰：『上有丹沙者，下有黄金。上有慈石者，下有铜金。上有陵石者，下有铅锡赤铜。上有赭者，下有铁。』……」
30. ↑  见《吕氏春秋》卷九，原文：「……慈石召铁，或引之也。……」
31. ↑  见《淮南子》卷十六　说山训，原文：「……慈石能引铁，及其于铜，则不行也。……」
32. ↑  Blanc (1985), 125, 128, 132–133, 136.
33. ↑  Knoblock (2001), 218.
34. ↑  Rickett (1998), 424.
35. ↑  Carlson (1975), 755.
36. ↑  Gernet (1962), 77.
37. ↑  Tom (1989), 98–99.
38. ↑  Lacheisserie (2005), 5
39. ↑  Aczel (2002), 80.
40. 1 2 3  脱脱，《宋史》，志第一百二，舆服一，指南车。
41. ↑  脱脱，《宋史》，志第一百二 舆服一，“仁宗天圣五年，工部郎中燕肃始造指南车”、“其法：用独辕车，车箱外笼上有重构，立木仙人于上，引臂南指。”
42. 1 2  Sivin，III，第31页。
43. ↑  脱脱，《宋史》，列传第五十七， 燕肃传。
44. 1 2  Needham，第四卷，第二分册，第549页。
45. ↑  梁思成，《中国建筑艺术二十讲》，第7讲，中国的佛教建筑
46. ↑  梁思成全集第七卷 471页 宋李诫原著  营造法式 卷三十二 转轮经藏图  ISBN  7112044316
47. ↑  Needham，第四卷，第二分册，第551页。
48. 1 2  Needham，第四卷，第二分册，第552页。
49. ↑  Needham，第四卷，第二分册，第108页。
50. ↑  《中国农史》，1987年第1期。
51. ↑  北京晚报，从《耕织图》到耕织图 （页面存档备份，存于），于2007年12月29日查阅。
52. ↑  Bowman，第105页。
53. ↑  沈括，《梦溪笔谈》，卷十八-技艺。
54. ↑  Ebrey，第238页。
55. ↑  Thomas Christensen (2007). "Did East Asian Printing Traditions Influence the European Renaissance?". Arts of Asia Magazine (to appear).
56. ↑  Needham，第四卷，第一分册，第一页。
57. ↑  . University of Exeter. May 25, 2005  [2007-03-09]. （原始内容存档于2007-02-23）.
58. ↑  Ebrey，第156页。
59. ↑  脱脱，《宋史》，志第一百三十四食货下三，会子盐上，“患蜀人铁钱重，不便贸易”。
60. ↑  脱脱，《宋史》，志第一百三十四食货下三，会子盐上，“转运使薛田、张若谷请置益州交子务，以榷其出入，私造者禁之。仁宗从其议。”
61. ↑  加藤繁，《中国经济史考证》，第二卷，第11页。
62. ↑  李焘，《续资治通鉴长编》，卷一百一十一，天圣元年，“薛田为转运使，请官置交子务以榷其出入。……戊午，诏从其请，始置益州交子务。”
63. 1 2 3  Needham，第四卷，第一分册，第122页
64. 1 2  Needham，第五卷，第一分册，第48页。
65. ↑  《The Genius of China》，Robert Temple。
66. ↑  Needham，第五卷，第七分册，第293页。
67. ↑  .   [November 18, 2010]. （原始内容存档于2011-07-23） （中文）.
68. ↑  Peter Allan Lorge, , Cambridge University Press: 32, 2008, ISBN 978-0-521-60954-8
69. ↑  Chase, Kenneth (2003), Firearms: A Global History to 1700, Cambridge University Press, ISBN 0-521-82274-2.
70. ↑  Buchanan, Brenda J., ed. (2006), Gunpowder, Explosives and the State: A Technological History, Aldershot: Ashgate, ISBN 0-7546-5259-9.
71. ↑  路振：《九國志‧ 鄭璠傳》
72. ↑  見《資治通鑑》卷269均王上貞明三年（丁丑，公元九一七年），原文:「……吳王遣使遺契丹主以猛火油，曰：『攻城，以此油然火焚樓櫓，敵以水沃之，火愈熾。』……」，李約瑟可能當時僅有《十國春秋》可資佐證，應以《資治通鑑》為主
73. ↑  Needham，第五卷，第七分册，第80页。
74. ↑  Needham，第五卷，第七分册，第81页。
75. ↑  钱俨，《吴越备史》，卷三，文穆王，“火油得之海南大食国，以铁筒发之，水沃其焰弥盛。”
76. 1 2 3  Needham，第五卷，第七分册，第82页。
77. ↑  清虚子，《铅汞甲庚至宝集成》，卷二，“硫二两、硝二两，马兜铃二钱半。右为末，拌匀。掘坑，入药于罐内，与地平。将熟火一块，弹子大，下放里面，烟渐渐起，以湿纸四、五重盖，用方砖两片捺，以土冢之，候冷取出，其硫黄住，每白矾三两，入伏火硫黄二两，为末，大甘锅一个，以药在内，成汁，倾石器中，其色如玉也。”
78. ↑  孟要甫，《诸家神品丹法》，卷五，“硫黄、硝石各二两，今研。右用销银锅，或砂罐子，人上件药在内。掘一地坑，放锅子在坑内，与地平，四面却以土填实。将皂角子不蛀者三个，烧令存性，以钤逐个入之。候出尽焰，即就口上着生熟炭三斤簇煅之，候炭消三分之一，即去餘火，不用冷，取之，即伏火矣。”
79. ↑  Ebrey，《Cambridge Illustrated History of China》，第138页。
80. ↑  曾公亮、丁度，《武经总要》，第十一和十二卷。
81. ↑  Needham，第五卷，第七分册，第224-225页。
82. ↑  Needham，第五卷，第七分册，第220-221页。
83. ↑  Needham，第五卷，第七分册，第263-264页。
84. ↑  Needham，第五卷，第七分册，第264页。
85. ↑  李纲，《靖康传信录》，卷二。
86. ↑  脱脱，《宋史》，列传第二百一十，忠义六。
87. ↑  Needham，第五卷，第七分册，第22页。
88. ↑  Needham，第五卷，第七分册，第192页。
89. ↑  脱脱，《宋史》，列传第六十六，乔维岳。
90. ↑  Needham，第四卷，第三分册，第350页。
91. ↑  沈括，《梦溪笔谈》，卷十二-官政二，“天圣中，监真州排岸司右禁陶鉴始议为复闸节水，以省舟船过埭之劳。……”
92. ↑  Needham, Volume 4, Part 3, 352
93. ↑  Needham, Volume 4, Part 3, 230-231
94. ↑   （页面存档备份，存于） .   [2017-09-19]. （原始内容存档于2011-12-06）.蘇軾，《東坡志林》，卷四，《汴河斗門》
95. ↑  見《諸蕃志》中中理國、層拔國（今桑給巴爾）、勿廝離國（勿廝離國考證見许永璋. . 中国社科院西亚非洲研究所. 2001  [2009-08-26]. （原始内容存档于2009-08-29）.）
96. 1 2  Sivin，III，第21页。
97. ↑  朱彧，《萍洲可谈》卷二，“夜则观星，昼则观日，阴晦観指南针，或以十丈绳钩，取海底泥嗅之，便知所至。”
98. ↑  Needham，第四卷，第一分册，第279页。
99. ↑  朱彧，《萍洲可谈》卷二，“船舶去以十一月、十二月，就北风；来以五月、六月，就南风。”
100. ↑  Needham，第四卷，第三分册，第463页。
101. ↑  Ebrey，第159年。
102. 1 2  大英百科全书，《宋文化》 （页面存档备份，存于），2007年12月28日查阅。
103. ↑  Levathes，第37页。
104. ↑  周去非，《岭外代答》卷六，器用门 舟楫附，木兰舟。
105. ↑  周去非，《岭外代答》卷六，器用门 舟楫附，藤舟。
106. 1 2  Needham，第四卷，第三分册，第469页。
107. 1 2  Needham，第四卷，第三分册，第31页。
108. 1 2  Needham，第四卷，第三分册，第421页。
109. ↑  Morton，第104页。
110. ↑  Needham，第四卷，第三分册，第563页。
111. ↑  Gernet，第69页。
112. ↑  Morton，第287页。
113. ↑  Hartwell，第53-54页。
114. 1 2 3  Ebrey et al.，第158页。
115. 1 2  Wagner，第175页。
116. ↑  Wagner，第177页。
117. 1 2  Ebrey，《Cambridge Illustrated History of China》，第144页。
118. ↑  Embree，第339页。
119. ↑  Needham，第四卷，第二分册，第390-393页。
120. ↑  Embree，第712页。
121. ↑  Wagner，第178-179页
122. ↑  Ebrey，第30页。
123. ↑  范晔，《后汉书》，卷三十一，郭杜孔张廉王苏羊贾陆列传第二十一。
124. ↑  Needham，第四卷，第二分册，第370页。
125. ↑  Needham，第四卷，第二分册，第33页。
126. ↑  葛洪，《西京杂记》，“又作七轮扇，七轮大皆径尺，递相连续，一人运之，满堂寒颤。”
127. ↑  Needham，第四卷，第二分册，第233页。
128. ↑  Needham，第四卷，第二分册，第118页。
129. ↑  Needham，第四卷，第二分册，第560页。
130. 1 2  Needham，第四卷，第二分册，第558页。
131. ↑  Needham，第四卷，第二分册，第274-276页。
132. ↑  柳詒徵 《中國文化史》 第二十三章：宋元間之文物
133. ↑  周仁 《中國古陶瓷研究論文集》，《景德鎮陶瓷的研究》。